# Geografia dell'Argentina
L'Argentina è uno stato dell'America Meridionale situato in un territorio compreso tra le Ande a ovest e l'Oceano Atlantico a est. Confina con il Paraguay e la Bolivia a nord, Brasile e Uruguay a nord-est e con il Cile. 
L'Argentina è il secondo stato per estensione dell'America Meridionale, e l'ottavo nel mondo. Il territorio si estende su circa 2,7 milioni di km2. L'Argentina reclama anche una parte di Antartide, denominata Antartide argentina, ma ha deciso di sospendere ogni conflitto per utilizzare quel territorio dopo aver firmato il Trattato Antartico. L'Argentina inoltre, dichiara suoi gli ex territori britannici d'oltremare, quali le Malvine, la Georgia del Sud e le Isole Sandwich Australi, attualmente amministrati dal Regno Unito. 

## Geografia fisica

### Geografia
Le Ande argentine contengono le montagne più alte del Sud America, tra cui il Cerro Bonete 6872m, il Mercedario 6.768m e l'Aconcagua che raggiunge i 6.960 metri sul livello del mare ed è la vetta più alta d'America e dell'intero emisfero occidentale. Tutte queste vette sono situate vicino al confine con il Cile, a sud-ovest di San Juan. La regione delle Ande è anche sede di bacini aridi, colline coperte di vigneti, montagne glaciali e metà della Regione di Los Lagos . La Regione di Los Lagos, chiamata così per i numerosi laghi glaciali scavati nelle montagne e, successivamente, riempiti d'acqua piovana, si trova nelle Ande meridionali e vanta di un paesaggio naturale eterogeneo di ghiacciai, foreste antiche, laghi, fiumi, fiordi, vulcani. In tutto nelle Ande che separano l'Argentina dal Cile, ci sono più di 1.800 vulcani, di cui 28 sono considerati attivi. Questi rappresentano circa un quinto dei vulcani attivi della Terra.
La Patagonia, la regione meridionale dell'Argentina, è una combinazione di steppe con inverni freddi e con molte piogge inoltre si trovano le steppe desertiche con vario clima di deserti freddi e di regioni glaciali. Situato in una regione vicino al confine con il Cile, si trova il Parco nazionale Los Glaciares, dove circa 300 ghiacciai fanno parte della calotta di ghiaccio della Patagonia, che si estende per 21 km2  circa e va dall'Oceano Pacifico, (in Cile), alle Ande argentine, è la calotta di ghiaccio più grande nel sud del mondo al di fuori dell'Antartide. Tredici dei ghiacciai alimentano i laghi della regione. Il ghiacciaio Upsala, ha una tale estensione che raggiunge i 60 km di lunghezza e 10 km di larghezza: è il più grande in Sud America e può essere raggiunto solo via mare. Come estensione, il ghiacciaio Upsala è seguito dal Perito Moreno, che si estende per circa 35 km sul Lago Argentino, dove forma una diga naturale del lago. Vette frastagliate composte di granito comprendono il Cerro Chaltén (noto anche come Cerro Fitz Roy) 3.405 m, il Cerro Torre, alto 3.102 m e il Cerro Pináculo, alto 2.160 m.
Catene montuose più piccole si estendono anche nel centro sud dell'Argentina. Queste catene attraversano il centro del paese e servono come divisore tra la regione meridionale della Patagonia e la Pampa nord-orientale. Da ovest ad est questi intervalli sono la Sierra Lihuel-Calel, la Sierra de la Ventana, e la Sierra del Tandil.

#### Altopiani
Occupano la regione ad est delle Ande nell'Argentina settentrionale e si estendono ad est fino alla città di San Miguel de Tucumán.

### Idrografia

#### Fiumi
In Argentina, tranne che nel Nord-Est del Paese, ci sono pochi grandi fiumi e molti hanno solo a regime stagionale. Parte dei corsi d'acqua si dirigono ad est verso l'Atlantico, ma un gran numero terminano in laghi e paludi o si perdono nei terreni assetati della Pampa e della Patagonia. I quattro principali bacini idrografici sono quelli che alimentano l'estuario del Río de la Plata, quelli costituiti dai torrenti andini, quelli del sistema fluviale centrale e, infine, quelli del sistema meridionale. Il Paraná, il secondo fiume più lungo del Sud America dopo il Rio delle Amazzoni, ha una lunghezza di circa 4.900 km e si trova sul confine tra Brasile e Paraguay. A questo si collega l'Iguazú. Questa zona è ben conosciuta in tutto il mondo per le spettacolari Cascate dell'Iguazú. Una delle grandi meraviglie naturali del mondo, si trovano al confine tra Argentina e Brasile con i due terzi delle cascate argentine. Essi comprendono circa 275 cascate, compresi tra 60 e 80 m di altezza. Queste cadute sono più alte e più ampie rispetto alle Cascate del Niagara, situate al confine tra Stati Uniti e Canada. Altri affluenti del Paraná, che alimentano da ovest, sono il Bermejo, il Bermejito, il Salado, e il Carcarañá.
Il fiume Uruguay, lungo 1.600 km e si trova sul confine tra l'Argentina e Brasile e Argentina e Uruguay. È navigabile per circa 300 km dalla sua foce a Concordia. 2.550 km del fiume Paraguay scorrono sul confine tra Paraguay e Argentina; il fiume Paraguay si immette nel fiume Paraná nei pressi di Corrientes. I fiumi si uniscono per sfociare nel Río de la Plata e, infine, nell'Oceano Atlantico. All'immissione del Paraná nel Río de La Plata si forma un ampio estuario, che può raggiungere una larghezza massima di 222 km.
Nel centro-nord dell'Argentina, il lago di Mar Chiquita è alimentato dall'acqua di diversi fiumi. Il fiume Dulce nasce vicino a San Miguel de Tucumán e scorre a sud-ovest per poi immettersi nel lago. Da sud-ovest è anche alimentato dai fiumi Río Primero e Rio Segundo.
Nella regione del nord della Patagonia, i fiumi principali sono il Colorado e il Río Negro, entrambi che si formano nelle Ande e si dirigono verso l'Oceano Atlantico. Il Colorado è alimentato dal fiume Salado, che scorre dal Pico Ojos del Salado in direzione sud-est del Colorado. Affluenti del Salado includono il Atuel, Diamante, Tunuyán, Desaguadero, e di San Juan, che hanno origine nelle Ande nord-ovest. Il Río Negro ha anche due principali affluenti propri, il Neuquén e il Limay. Nella regione centrale della Patagonia, il Chubut nasce nelle Ande e scorre verso est per formare un lago di considerevoli dimensioni prima di fare la sua strada verso l'oceano. Il Dipartimento di Los Lagos è anche percorso da diversi fiumi, tutti originati delle Ande e diretti verso l'Atlantico. Questi includono il Deseado, Chico, Santa Cruz, e il Gallegos.
In Argentina si trova il Lago Argentino, il lago più grande d'acqua dolce Patagonia meridionale e si possono trovare molte specie di animali esotici.